# Donghak-Aufstand
Der Donghak-Aufstand von 1894, im Koreanischen 동학 봉기 (donghak bonggi) oder 농민 봉기 (nongmin bonggi, Bauernaufstand) genannt, war eine Rebellion der Bauern in Joseon (조선) (Korea), die sich gegen ihre korrupte Regierung, gegen Angehörige der Yangban-Klasse (양반) und gegen Ausländer, vor allem aus Japan und dem Westen, richtete. Der Aufstand war auch Auslöser des Ersten Chinesisch-Japanischen Kriegs, in dem China und Japan um die Vorherrschaft über das damalige politische und militärische schwache Joseon, welches auf der Koreanischen Halbinsel lag, kämpften.
Die Bewegung, aus der die Rebellion entstand, war religiös und politisch motiviert, mit der Intention, Sozialreformen zu bewirken und Ausländer des Landes zu verweisen. Viele Koreaner verachteten den ausländischen Einfluss auf ihr Land und waren die korrupte und tyrannische Herrschaft der Joseon-Dynastie (조선 왕조) leid. Der Donghak-Aufstand gehörte auch zu der Serie von Ereignissen, die zu Joseons Verfall beigetragen hatten.

## Vorgeschichte
Die Bauern Joseons waren von der Oberschicht des Landes, der Yangban-Klasse, enttäuscht und wandten sich vermehrt gegen sie, noch ehe ausländische Einflüsse und die Öffnung Koreas stattgefunden hatten. Während des 19. Jahrhunderts kam es abwechselnd zu Dürren und Überflutungen in Joseon, die zum Teil große Hungersnöte verursachten. Verschlimmert wurde die Lage durch die Erhöhung der Steuern auf Ernteerträge, angeordnet durch die Herrscher der Joseon-Dynastie. Die Steuern waren so hoch, dass viele Bauern gezwungen wurden, ihr Land an die reichen Landbesitzer zu verkaufen, die so billig an weiteres Land kamen.
Die Unzufriedenheit der Bauern brach sich in zunehmendem Maße in Volksaufständen Bahn und in den meisten Fällen übernahmen gefallene Mitglieder der Yangban-Klasse die Führung der Aufstände. So auch 1811, als Hong Gyeong-nae (홍경내) aus der Provinz Pyeongan-do (평안도) eine Rebellion anführte, die in kurzer Zeit fast die gesamte Region nördlich des Flusses Cheongcheon (청천) unter ihre Kontrolle brachte und erst nach einigen Monaten und massiven Angriffen der Regierungstruppen die von ihr gehaltene Stadt Chongju (정주) aufgeben musste. Der Aufstand fand durch den Tod von Hong Gyeong-nae sein Ende.
Ein weiterer größerer Aufstand fand 1862 in Jinju (진주) statt. Auch die Niederschlagung dieser Rebellion konnte die Bauern nicht abschrecken, ihre Forderungen nach einem Ende der Ausbeutung und Diskriminierung notfalls auch weiterhin mit Gewalt Nachdruck zu verleihen.

## Die Geburt der Donghak-Bewegung
In den 1860er Jahren veröffentlichte Choe Je-u (kor. 최제우, 崔濟愚) die Donghak-Ideologie („Östliche Lehre“ oder „Östliches Wissen“) mit der Intention, den an Armut und unter Unruhen leidenden Bauern zu helfen und die politische und soziale Lage zu stabilisieren. Choe Je-u wurde im März 1864 als Unruhestifter von der Regierung hingerichtet. Die Führerschaft übernahm Choe Si-hyeong.
Die Donghak-Ideologie war eine Mischung aus Elementen des Konfuzianismus, Buddhismus und Songyo (Lehre von Sillas Hwarang) sowie modern-humanistischen Klassenkampftheorien, welche heute vielleicht als marxistisch angesehen werden könnten. Sie zeigten Züge sowohl einer Religion als auch einer politischen Ideologie. Phrasen von Ausschlusstheorien gegenüber ausländischen Einflüssen und frühen Formen von Nationalismus waren ebenfalls vorhanden.
Die Donghak-Lehren wurden in Musik umgesetzt, sodass analphabetische Bauern sie verstehen und bereitwilliger akzeptieren konnten. Dabei wurden sie in einer systematischen Art und Weise als eine Botschaft der Erlösung für in Not geratene Bauern umgeschrieben. Die Ideen erhielten rasch Zustimmung unter der Bauernschaft.
Choe war wie viele andere Koreaner beunruhigt über das Eindringen des christlichen Glaubens und die englisch-französische Okkupation Pekings während des Zweiten Opiumkriegs. Er glaubte, dass der beste Weg, ausländischen Einflüssen in Korea entgegenzuwirken, die Einführung von demokratischen und Menschenrechts-Reformen sei.
Nationalismus und fehlende Sozialreformen stießen bei den Bauern auf Anklang, und die Lehre des Donghak breiteten sich überall in Korea aus. Über die Zeit hinweg organisierten Revolutionäre die Bauern in eine zusammenhängende Struktur. Der Widerstand zeigte sich in Guerillaaktionen.

## Ausländische Intervention
Das Korea der Joseon-Dynastie war seit der Zweiten Manschurischen Invasion in Korea 1637 ein autonomer, tributpflichtiger Vasallenstaat des Chinas der Qing-Dynastie gewesen. Abgesehen davon betrieb Korea eine Isolationspolitik und war misstrauisch gegenüber ausländischen Einflüssen. Nach mehreren Zwischenfällen, welche Russland, Frankreich (französischer Feldzug gegen Korea im Jahre 1866) und die USA (amerikanische Expedition nach Korea) betrafen, wurde Korea als Folge des Ganghwa-Zwischenfalls mit dem Vertrag von Ganghwado von Japan geöffnet. China verlor dadurch seinen exklusiven Einfluss über Korea; ausländische Gesandtschaften kamen nach Seoul und westliche Ideen und Gewohnheiten wurden in Korea eingeführt.

## Die Donghak-Revolution
1892 vereinigten sich die kleinen Donghak-Bewegungen zu einer einzigen Bauern-Guerilla-Armee, welche sich bewaffnete und Regierungsbüros überfiel. Ebenfalls überfielen sie reiche Landbesitzer, Händler und Ausländer, konfiszierten das Eigentum ihrer Opfer und verteilten dieses an die Armen.

### Der erste Aufstand
Im Donghak-Bauernaufstand, auch bekannt unter dem Namen Bauernkrieg von 1894 („Nongmin Jeonjaeng“), ließen sich die armen Bauern in großer Anzahl überzeugen, sich gegen die Landbesitzer und die herrschende Klasse aufzulehnen. Die Bauern verlangten eine neue Landverteilung, Steuerreduzierung, Demokratie und Menschenrechte. Die Steuern waren so hoch, dass die meisten Bauern gezwungen waren, ihre angestammten Gehöfte zu billigen Preisen an reiche Grundbesitzer zu verkaufen. Die Grundbesitzer verkauften Reis nach Japan, um ihre Kinder dort studieren lassen zu können. Als Folge entwickelten sich innerhalb der Bauernklasse starke Gefühle gegen Japaner und die Yangban. Fortschrittlich gesinnte Yangban, Gelehrte und Nationalisten traten der Bewegung ebenfalls bei.
Die Rebellion entbrannte sich schließlich aber an Jo Byong-gap, einem Regierungsbeamten, dessen Herrschaft als tyrannisch und korrupt angesehen wurde. Am 11. Januar 1894 besiegten die Rebellen, geführt von Jeon Bong-jun (전봉준, 全琫準), die Regierungstruppen in der Schlacht von Go-bu, und teilten den Besitz Jos unter den Bauern auf.
Der Aufstand breitete sich bis zum 13. März 1894 rasch aus. An diesem Tag wurde die Revolutionsarmee schließlich von den Regierungstruppen besiegt. Diese wurden geführt von Yi Yong-tae, der die Bauern-Guerillas fing oder tötete, Dörfer niederbrannte und das Bauernvermögen in Go-bu konfiszierte.
Jedoch regruppierte sich die Bauernarmee und startete eine neue Rebellion, da die Nachricht des Regierungshandelns in Go-bu ihnen zu mehr Unterstützung innerhalb der Bauernschaft verhalf. Die führenden Personen waren diesmal Jeon Bong-jun, Kim Gae-nam und Son Hwa-jung.
Mit neuer Motivation besiegte die Bauernarmee eine Regierungsgarnison nach der anderen und kam somit Seoul näher. Ihre Ziele waren eine einheitliche Landreform, Sozialreformen, der Umsturz der Joseon-Dynastie (oder wenigstens die Entlassung korrupter Beamter) sowie den Ausschluss ausländischer Einflüsse in Korea.
Der Befehl für die marschierende Bauerntruppe lautete wie folgt:
- „Tötet nicht und nehmt nicht das Eigentum der Bauern!“
- „Beschützt das Recht der Bauern!“
- „Weist Japaner und westliche Leute aus und reinigt unser heiliges Land!“
- „Marschiert nach Seoul und säubert die Regierung!“[2]

Anfang Mai besetzte die Bauernarmee einen Palast in Jeonju. Die Joseon-Regierung erfragte bei der chinesischen Regierung Unterstützung, um die Revolte zu beenden. Die Qing-Dynastie sendete, nachdem sie gemäß dem Vertrag von Tientsin die japanische Regierung informiert hatte, 3.000 chinesische Soldaten nach Korea. Anfänglich wünschten sich die Chinesen keinen Krieg mit Japan, hatten sich allerdings heimlich entschlossen, ihren alten Einfluss über Korea wiederherzustellen. Diesen hatten sie in früheren Staatsverträgen verloren. Japan sah das Handeln Chinas als eine Bedrohung seiner nationalen Sicherheit und sendete seinerseits Truppen nach Korea. Dies war legal, da der Vertrag von Tientsin festlegte, dass, wenn China oder Japan militärisch (oder sonst irgendwie bedeutsam) in Korea agierte, dieser den anderen informieren und ihm eventuell erlauben musste, eine vergleichbare Anzahl an Einheiten in das jeweilige Gebiet zu schicken.
In Anwesenheit chinesischer Truppen handelte die Regierung einen Waffenstillstand mit den Rebellen aus. Mit dem Ende der Rebellion traten verstärkt Spannungen zwischen China und Japan auf, da keiner bereit war, seine Truppen vor dem anderen aus Korea abzuziehen. Die dadurch erreichten Spannungen führten schließlich zum Ersten Japanisch-Chinesischen Krieg.

### Der zweite Aufstand
Während die Feindseligkeiten zwischen China und Japan begannen, erhob sich ein zweites Aufbegehren in den ländlichen Regionen Koreas gegen eine neue in Seoul etablierte pro-japanische Regierung.
Ende Juni 1894 planten die pro-japanischen Kräfte in Korea, die Bauernarmee ein für alle Mal unschädlich zu machen. Dafür wurden die japanischen Streitkräfte, welche in Incheon und Seoul stationiert waren, mit eingeplant. Am 16. Oktober bewegten sich die Rebellen für eine finale Schlacht Richtung Gongju, welche als Falle für diese konzipiert war. Die japanischen und pro-japanischen Truppen warteten in Gongjus schon auf sie.
Die Donghak-Armee wurde in der Schlacht von Ugeumchi geschlagen. Dies liegt auch daran, dass die Japaner Kanonen und andere moderne Waffen mitbrachten, während die koreanischen Bauern nur mit Pfeil und Bogen, Speeren, Schwertern und einigen Musketen bewaffnet in die Schlacht zogen.
Die Hauptphase der Schlacht vollzog sich zwischen dem 22. Oktober und dem 10. November 1894. Durch ihre schlechte Bewaffnung erlitten die Bauern beim Sturm gegen die gut verschanzten Japaner schwere Verluste. Die Überlebenden flohen zu verschiedenen Stützpunkten. Diese wurden von den triumphierenden Japanern verfolgt und schließlich niedergeworfen. Der Donghak-Führer Jeon Bong-jun wurde im März 1895 gefasst. 1898 folgte die Exekution von Choe Si-jyeong.

## Auswirkungen
Obwohl die Rebellion fehlschlug, wurden durch die Gabo-Reformen viele Beschwerden der Bauern angesprochen. Sie lieferte somit einen entscheidenden Beitrag bei der Modernisierung Koreas, wo die Forderungen der Bauern nach Demokratie und Ausschluss von ausländischen Einflüssen mit einem Ende des Feudalismus einhergingen.

## Der Donghak-Aufstand in Film und Fernsehen
- Fly High Run Far (개벽) aus dem Jahr 1991 erzählt die Geschichte von Choe Si-hyeong, einem der Anführer des Donghak-Aufstandes.[7]
- Die von SBS TV produzierte und im Jahr 2019 in Südkorea erstausgestrahlte Fernsehserie Nokdu Flower (녹두꽃) erzählt von zwei Brüdern, die während der Schlacht von Ugeumchi, die Teil des Aufstandes war und vom 22. Oktober 1894 bis zum 10. November 1894 in Ugeumchi, Gongju stattfand, jeweils auf der entgegengesetzten Seite kämpften.